# Saint-Martin-sur-Ocre (Loiret)
Saint-Martin-sur-Ocre és un municipi francès, situat al departament del Loiret i a la regió de Centre – Vall del Loira. L'any 2007 tenia 1.215 habitants.

## Demografia

### Població
El 2007 la població de fet de Saint-Martin-sur-Ocre era de 1.215 persones. Hi havia 477 famílies, de les quals 81 eren unipersonals (28 homes vivint sols i 53 dones vivint soles), 190 parelles sense fills, 190 parelles amb fills i 16 famílies monoparentals amb fills.
La població ha evolucionat segons el següent gràfic:
Habitants censats

### Habitatges
El 2007 hi havia 516 habitatges, 474 eren l'habitatge principal de la família, 31 eren segones residències i 11 estaven desocupats. 511 eren cases i 3 eren apartaments. Dels 474 habitatges principals, 417 estaven ocupats pels seus propietaris, 52 estaven llogats i ocupats pels llogaters i 5 estaven cedits a títol gratuït; 1 tenia una cambra, 22 en tenien dues, 90 en tenien tres, 131 en tenien quatre i 230 en tenien cinc o més. 408 habitatges disposaven pel capbaix d'una plaça de pàrquing. A 178 habitatges hi havia un automòbil i a 267 n'hi havia dos o més.

### Piràmide de població
La piràmide de població per edats i sexe el 2009 era:
| Homes | Edats   | Dones |
| ----- | ------- | ----- |
| 4     | 95 o +  | 4     |
| 0     | 90 a 94 | 0     |
| 4     | 85 a 89 | 4     |
| 0     | 80 a 84 | 4     |
| 20    | 75 a 79 | 20    |
| 36    | 70 a 74 | 32    |
| 40    | 65 a 69 | 36    |
| 16    | 60 a 64 | 32    |
| 20    | 55 a 59 | 24    |
| 52    | 50 a 54 | 36    |
| 36    | 45 a 49 | 48    |
| 44    | 40 a 44 | 44    |
| 60    | 35 a 39 | 52    |
| 36    | 30 a 34 | 52    |
| 4     | 25 a 29 | 24    |
| 28    | 20 a 24 | 12    |
| 28    | 15 a 19 | 36    |
| 44    | 10 a 14 | 56    |
| 52    | 5 a 9   | 48    |
| 20    | 0 a 4   | 28    |

## Economia
El 2007 la població en edat de treballar era de 765 persones, 591 eren actives i 174 eren inactives. De les 591 persones actives 555 estaven ocupades (297 homes i 258 dones) i 36 estaven aturades (12 homes i 24 dones). De les 174 persones inactives 61 estaven jubilades, 68 estaven estudiant i 45 estaven classificades com a «altres inactius».

### Ingressos
El 2009 a Saint-Martin-sur-Ocre hi havia 494 unitats fiscals que integraven 1.283 persones, la mediana anual d'ingressos fiscals per persona era de 19.933 €.

### Activitats econòmiques
Dels 31 establiments que hi havia el 2007, 1 era d'una empresa alimentària, 4 d'empreses de fabricació d'altres productes industrials, 7 d'empreses de construcció, 8 d'empreses de comerç i reparació d'automòbils, 2 d'empreses de transport, 1 d'una empresa d'hostatgeria i restauració, 1 d'una empresa immobiliària, 3 d'empreses de serveis, 2 d'entitats de l'administració pública i 2 d'empreses classificades com a «altres activitats de serveis».
Dels 13 establiments de servei als particulars que hi havia el 2009, 2 eren tallers de reparació d'automòbils i de material agrícola, 1 paleta, 3 guixaires pintors, 2 fusteries, 2 lampisteries, 2 perruqueries i 1 restaurant.
Dels 3 establiments comercials que hi havia el 2009, 1 era una botiga de més de 120 m², 1 una botiga de menys de 120 m² i 1 una botiga de material de revestiment de parets i terra.
L'any 2000 a Saint-Martin-sur-Ocre hi havia 16 explotacions agrícoles que ocupaven un total de 900 hectàrees.

## Equipaments sanitaris i escolars
El 2009 hi havia una escola elemental integrada dins d'un grup escolar amb les comunes properes formant una escola dispersa.

## Poblacions més properes
El següent diagrama mostra les poblacions més properes.